# Hidden Disabilities Sunflower
Die Hidden Disabilities Sunflower ist ein Sonnenblumen-Symbol, mit dem Menschen mit nicht sichtbaren Behinderungen diskret signalisieren können, dass sie Unterstützung, Verständnis oder mehr Zeit in Verkehrsmitteln, im öffentlichen Raum, in Geschäften, Theatern oder Kinos benötigen.
Zu den nicht sichtbaren Behinderungen zählen beispielsweise Autismus, Seh- und Hörbehinderungen, chronische Schmerzen, Atemwegserkrankungen, Lernschwierigkeiten, Legasthenie, Demenz, ADHS, ME/CFS, Multiple Sklerose, Diabetes, Parkinson-Krankheit, FASD, Schlafstörungen, Angststörungen und andere psychische Erkrankungen. Mit Stand Juli 2025 gibt es über 900 nicht sichtbare Behinderungen.
Die Hidden Disabilities Sunflower wurde im Jahr 2016 von Mitarbeitern des Flughafens London-Gatwick in Zusammenarbeit mit nationalen und lokalen Wohltätigkeitsorganisationen entwickelt. Hintergrund der Initiative war, dass das Bewusstsein für nicht sichtbare Behinderungen bei Mitarbeitern und Passagieren an Flughäfen unzureichend war. Das Umhängeband mit der Sonnenblume fand so großen Anklang, dass es bald von anderen Unternehmen und Organisationen übernommen wurde.
Die Sonnenblume wird weltweit an zahlreichen Flughäfen und in anderen öffentlichen Einrichtungen als Umhängeband, Anstecker und Armband ausgegeben.